# Papa to Kiss in the Dark
Papa to Kiss in the Dark (パパとKISS IN THE DARK) er en japansk enbinds light novel (roman med mange illustrationer i anime-/mangastil) af Nambara Ken og udgivet første gang af Hakusensha i april 1999. Den er omsat af TNK til en animeserie i to afsnit, der udsendtes som OVA (direkte-til-video) hhv. 23. november 2005 og 21. december 2005. Der er desuden udsendt et antal hørespil-cd'er.
Ingen af delene er udsendt på dansk, men animeserien foreligger på dvd med bl.a.a. tyske og svenske undertekster. Dvd'en er forsynet med en aldersgrænse på 16 år.

## Plot
Den 16-årige Mira Munakata, der netop er startet i gymnasiet, har det ikke nemt. Han elsker sin far skuespilleren Kyousuke højt, men mens han på den ene side ikke bryder sig om deres indbyrdes seksuelle forhold, vil han heller ikke affinde sig med Kyousukes forhold til kollegaen Mitsuki Utsunomiya, som rygterne spekulerer endende med et bryllup med. Men for Mira kompliceres tingene yderligere, da det viser sig, at han er adopteret – og at hans bedste ven Kazuki åbenlyst elsker ham.

## Personer
- Mira Munakata (宗方実良 Munakata Mira) – Stemme: Hikaru Midorikawa
- Kyousuke Munakata (宗方鏡介 Munakata Kyōsuke) – Stemme: Shinichiro Miki
- Kazuki Hino (日野一樹 Hiro Kazuki) Stemme: Susumu Chiba
- Mitsuki Utsunomiya (宇都宮美月 Utsunomiya Mitsuki) Stemme: Masako Katsuki
- Takayuki Utsunomiya (宇都宮貴之 Utsunomiya Takayuki) Stemme: Takehito Koyasu